# Lutz Trümper

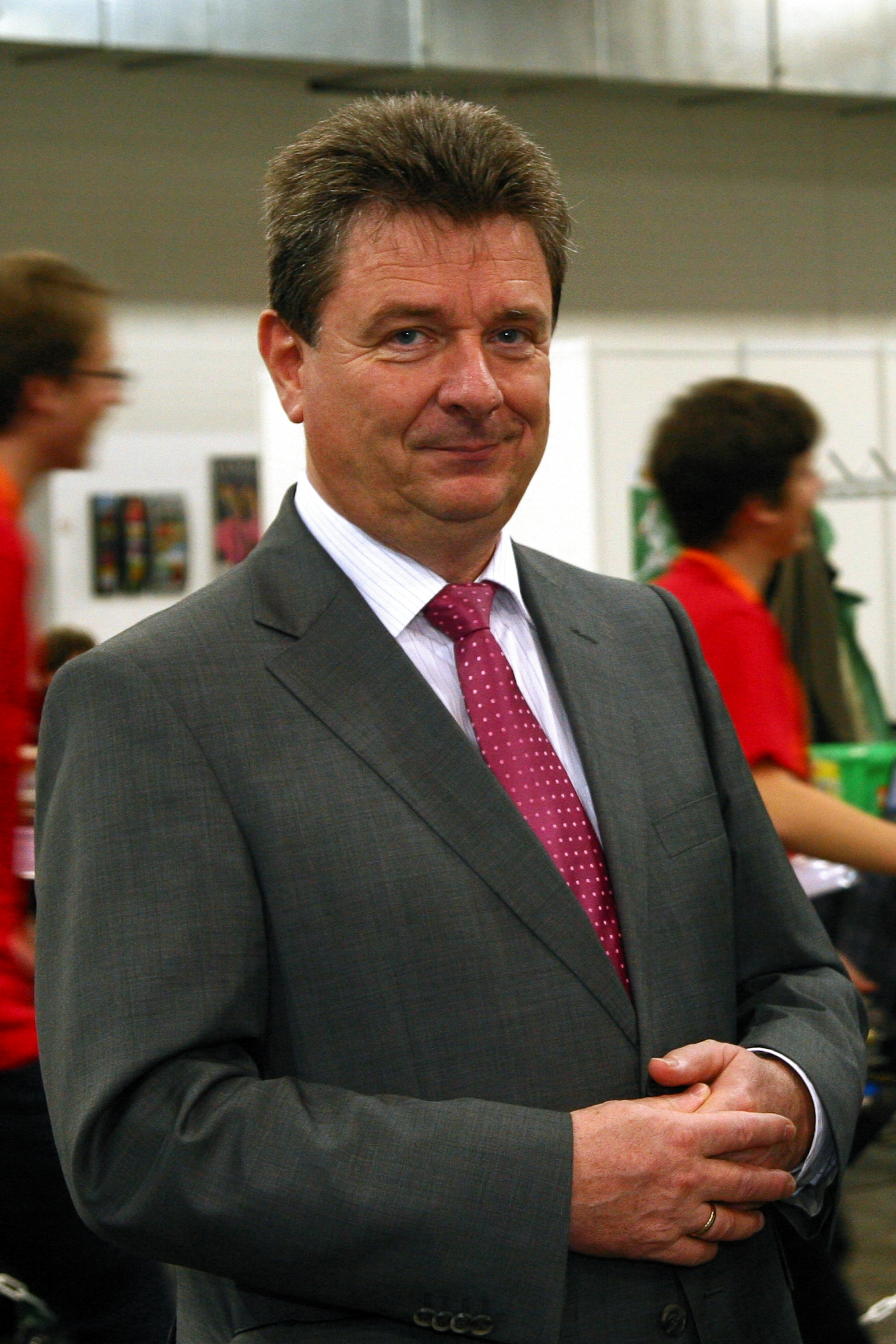
Lutz Trümper in seiner Funktion als Schirmherr bei dem RoboCup German Open 2012 in Magdeburg

Lutz Trümper (* 1. Oktober 1955 in Oschersleben) ist ein deutscher Politiker. Er war von 2001 bis 2022 Oberbürgermeister der sachsen-anhaltischen Landeshauptstadt Magdeburg und bis zu seinem wiederholten Austritt im Januar 2025 Mitglied der SPD.

## Leben
Trümper legte 1974 sein Abitur ab und studierte an der Pädagogischen Hochschule in Köthen. Er wurde Diplomlehrer für Chemie und Biologie. Seit 1977 lebt Trümper in Magdeburg. Von 1980 bis 1984 war er zunächst als wissenschaftlicher Assistent tätig, bevor er 1984 zum Doktor rer. nat. im Fachgebiet Physikalische Chemie promoviert wurde. Von 1984 bis 1992 war er als wissenschaftlicher Mitarbeiter am Institut für Biochemie der Medizinischen Akademie Magdeburg tätig. 1992 übernahm er an der Medizinischen Fakultät der neugegründeten Otto-von-Guericke-Universität Magdeburg die Funktion eines Dezernenten für Zentrale Klinikumsentwicklung.
Nach dem Eintritt in die SPD zog er 1994 für diese in den Stadtrat der Landeshauptstadt Magdeburg ein. 1999 erfolgte seine Wiederwahl. Trümper übernahm die ehrenamtlichen Funktionen des Vorsitzenden des Finanz- und Grundstücksausschusses und des stellvertretenden Vorsitzenden der SPD-Ratsfraktion. Im Mai 2000 wurde Trümper Staatssekretär im sachsen-anhaltischen Ministerium für Raumordnung, Landwirtschaft und Umwelt. In diesem Zusammenhang legte er sein Stadtratsmandat nieder. Im November 2000 wurde Trümper zum Präsidenten des Fußballvereins 1. FC Magdeburg gewählt.
Von der Magdeburger SPD wurde Trümper für die Oberbürgermeisterwahl 2001 als Kandidat aufgestellt und konnte sich im zweiten Wahlgang mit 65,6 % der gültigen Wählerstimmen gegen Hans-Werner Brüning, den Fraktionsvorsitzenden der PDS im Magdeburger Stadtrat, durchsetzen. Mit dem Amtsantritt am 1. Juli 2001 legte er seine Ämter als Staatssekretär und Präsident des 1. FC Magdeburg nieder. Im Oktober 2007 nominierte die Magdeburger SPD Trümper mit 93 % der Delegiertenstimmen erneut als Kandidaten für die Oberbürgermeisterwahl am 9. März 2008. Diese gewann Trümper bereits im ersten Wahlgang mit einer deutlichen Mehrheit (64,0 % der Stimmen bei einer Wahlbeteiligung von nur 35,1 %). Auch für die Oberbürgermeisterwahl am 15. März 2015 wurde Trümper von der Magdeburger SPD als Kandidat nominiert, auf deren Parteitag im Mai 2014 er 97,2 % der Delegiertenstimmen erhielt. Am 15. März 2015 wurde er mit 69,2 % der Stimmen in seinem Amt als Oberbürgermeister bestätigt.
Am 14. Oktober 2015 trat er wegen Differenzen mit der SPD-Landesvorsitzenden Katrin Budde anlässlich der Flüchtlingskrise in Europa aus der Partei aus. Trümper hatte mehrmals darauf hingewiesen, dass Magdeburg und Sachsen-Anhalt mit der Unterbringung der Flüchtlinge überlastet seien, und Obergrenzen gefordert. Budde hatte dem widersprochen, Trümper dies öffentlich als realitätsfern kritisiert, Budde schließlich beklagte, er schade mit seinen Äußerungen der SPD und ihr als Spitzenkandidatin für die anstehende Landtagswahl. Trümper begründete seinen Austritt damit, er wolle Schaden von der SPD abhalten, sei aber nicht bereit, sich den Mund verbieten zu lassen. Er könne nicht bis zur Landtagswahl schweigen und falsche Sachverhalte akzeptieren.
Am 22. Juni 2017 stimmte die SPD seinem Wiedereintrittsgesuch zu.
Am 7. Dezember 2020 gab Trümper in der Stadtratssitzung bekannt, im Sommer 2021, bereits ein Jahr vor Ablauf der Amtszeit, in den Ruhestand zu treten. Am 11. April 2021 kündigte er jedoch auf Facebook an, seinen Ruhestand auf Juni 2022 zu verschieben. Seine Nachfolge trat am 1. Juli 2022 die parteilose Politikerin Simone Borris an, die sich bei der Magdeburger Oberbürgermeisterwahl 2022 durchgesetzt hatte.
Im Jahr 2023 wurde Trümper mit dem Bundesverdienstkreuz am Bande ausgezeichnet. Geehrt wurde Trümper für seine „großen Verdienste um die Landeshauptstadt Magdeburg und deren Bevölkerung“.
Im Januar 2025 trat er aus der SPD aus.
Trümper ist verheiratet und Vater einer erwachsenen Tochter.

## Publikationen
- Zur biologischen Aktivität ausgewählter disubstituierter Benzenderivate. Köthen, Pädagogische Hochschule, Mathematisch-naturwissenschaftliche Fakultät, Dissertation A, 1984.